# Ga Mangwolsa
Ga Mangwolsa là ga tàu điện trên Tàu điện ngầm Seoul tuyến 1. Được đặt tên sau thời kì Tân La chùa Phật giáo nằm ở trên ngọn núi hướng Tây, nó là ga đầu tiên có dịch vụ từ Seoul đi ra Bắc, và nằm trong thành phố Uijeongbu.

## Bố trí ga
| ↑ Hoeryong  |
| \| ２       |
| Dobongsan ↓ |

| 1 | ●Tuyến 1 | ← Hướng đi Uijeongbu · Yangju · Dongducheon · Yeoncheon |
| 2 | ●Tuyến 1 | → Hướng đi Đại học Kwangwoon · Hoegi · Guro · Incheon → |

## Lối thoát
- Lối thoát 1: Jungnangcheon, trung tâm cộng đồng Howon 1-dong
- Lối thoát 2: Mangwolsa, cao đẳng Shinheung, tiểu học Hoam, trung tâm cộng đồng Howon-dong, tiểu học Hoeryong
- Lối thoát 3: Cao đẳng Shinheung, tiểu học Hoam, trung tâm cộng đồng Howon-dong